# 巴克霍恩 (伊利諾伊州)
巴克霍恩（英語：Buckhorn）是位於美國伊利諾伊州布朗縣的一個非建制地區。該地的面積和人口皆未知。

## 地理
巴克霍恩的座標為39°56′12″N 90°50′09″W / 39.93667°N 90.83583°W，而該地的平均海拔高度為219米（即718英尺）。